# Josep Marià de Cabanes i d'Escofet

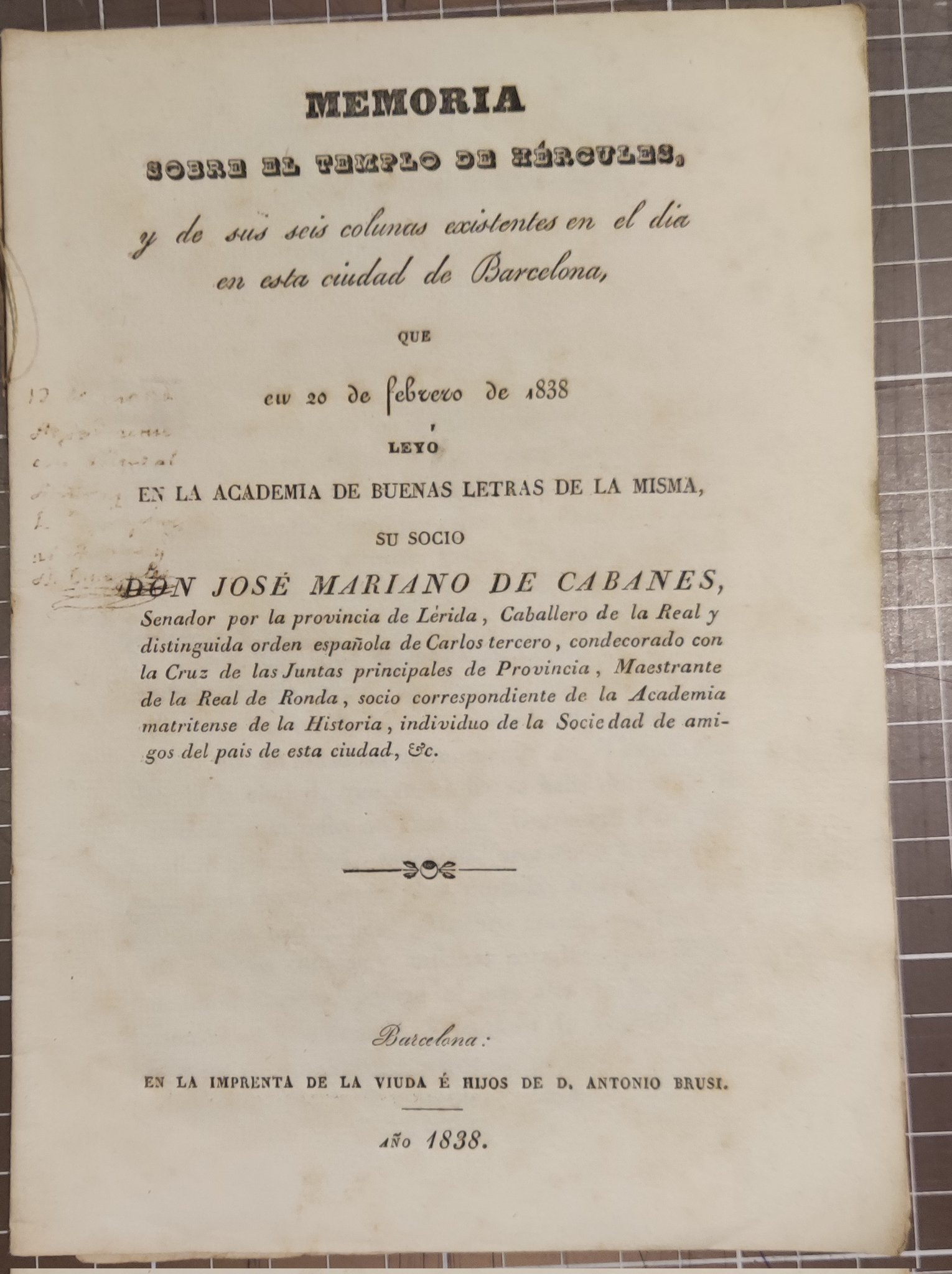
JOSEP MARIÀ CABANES I D'ESCOFET. Memoria sobre el Templo de Hércules, y de sus seis colunas existentes en el dia en esta ciudad de Barcelona (...) Barcelona, Impremta de la Vídua i Fills d'Antoni Brusi, 1838

Josep Marià de Cabanes i d'Escofet   (Solsona, 1775 - Barcelona, 4 d'abril de 1842) va ser un polític liberal i arqueòleg, membre de la nissaga dels Cabanes solsonins i germà de Francesc Xavier de Cabanes i d'Escofet i primer batlle de Barcelona.

## Biografia
Va exercir d'advocat a Barcelona, ciutat de la qual fou alcalde constitucional en dues ocasions. En el primer període (1821-1822, durant el Trienni Liberal), va tenir un paper destacat en la Junta de Sanitat durant l'epidèmia de febre groga de 1821, i en el segon període (1835-1836) va ser remarcable la seva tasca en la Junta d'Armament i de Recursos. També va ser senador per Lleida.
Membre de l'Acadèmia de Bones Lletres de Barcelona des del 1816 i corresponent de l'Academia de la Historia, de Madrid, va recopilar una de les col·leccions numismàtiques més completes de l'estat espanyol.
És enterrat al Cementiri del Poblenou (departament II, panteó 289).

## Obres
D'entre les seves publicacions cal destacar-ne:
- Sobre la importancia de la Numismática (1816)
- Memoria sobre los vestidos, armas y monedas que se usaron en Cataluña antes de los romanos (1817)
- Disertación sobre las 800 monedas de oro godas halladas el año 1816 en la Grassa, parroquia de Constantí (1818)
- Memorias sobre el templo de Hércules existente en Barcelona (1838)
- Memoria relativa a la Iglesia de Santa María del Pino de Barcelona (1840)